# أبو بصير المرادي
'أبو بصير' ليث بن البختري المرادي المعروف باسم أبو بصير المرادي أو ببساطة أبو بصير كان عالمًا قانونيًا وشيعيًا مشهورًا ومؤرخًا في التقاليد ومشاركًا في محمد الباقر وجعفر الصادق.ويُعتقد أن الصادق قد أخبر المرادي، وزرارة، وبريد، ومحمد بن مسلم أنهم "أوتاد الدنيا"، وأن الأحاديث النبوية كانت ستضيع بدونهم.كان من أئمة الكوفة الإماميين في النصف الأول من سنة 2هـ/8م. ويعتبر في المصادر الدينية من أصحاب الباقر ومن أصحاب الصادق. لكن ليس في الأحاديث مثال قطعي لروايته عن الباقر. وقد روى أبو بصير المرادي أيضاً عن بعض رواة الحديث من أهل البيت مثل عبد الكريم بن عتبة الهاشمي (أحد أصحاب الصادق والكاظم).

## الأسماء
لقب أبو بصير الرئيسي عند ابن غضائري وكشي هو "أبو محمد"، وبحسب ابن النديم والشيخ الطوسي "أبو يحيى". وفي سلسلة أحاديث المحاسن البرقي يمكن رؤية رواية ليث المرادي عن أبي بصير (ربما الأسدي)، وبالنظر إلى أن النجاشي كان يلقب بالليث المرادي "أبو بصير الأصغر" (يعني أبو بصير الأصغر)، فهو كذلك ولا يستبعد أنه أصغر من أبي بصير الأسدي. كما ورد في المصادر الدينية والحديثية الشيعية شخصيات أخرى يُلقبون بـ "أبو بصير": أبو بصير عبد الله بن محمد أسدي الكوفي، أحد أصحاب الباقر؛ أبو بصير يوسف بن الحارث أحد البطري أصحاب الباقر وأبي بصير الثغيفي.

## موقفه من الفتحيين وعلاقته بالكاظم
ولا يوجد تقرير واضح عن موقفه من الفتحيين. وتشير رواية العرقوفي إلى أن أبا بصير المرادي لم يكن يعتقد بإمامة موسى الكاظم، وكلام ابن غضائري أحد علماء القرن الثاني عشر يدل على أن دينه لم يكن مباشرا. وأما علاقته بالكاظم، فمع أن الشيخ الطوسي ذكره في أصحاب الكاظم في الفهرست والرجال، إلا أن هذه النقطة لم تثبت في كلام البرقي والكشي والنجاشي. وروايته عن الكاظم لم تثبت في الأحاديث الأسانية أيضاً. وبحسب باكاتشي، فإن وضعنا الأدلة المتفرقة المذكورة بجانب روايات الفتحيين عن أبي بصير المرادي، سيساعد في استخلاص استنتاجات حول التوجه الديني لأبي بصير المرادي. على سبيل المثال، قصة نقلها العلامة الفتحي علي بن أسباط، ورد فيها اسم أبي بصير المرادي في كثير من أصحاب الباقر والصادق، ويمكن رؤية تأثير وجهة نظر الفتحي في الاختيار. من الشخصيات. وفي رواية أخرى عن علي بن أسباط يعتبر أبو بصير المرادي أحد الأشخاص الأربعة الذين كانوا زينة أهل البيت وتكريمهم في الحياة والممات. وفي رواية أخرى عن علي بن أسباط وعلي بن حديد فتحي أن أبا بصير المرادي يعتبر أحد الأربعة الذين هم حراس الأرض ويظهرون الدين. ومن وجهة نظر المصادر غير الفتحية فقد روى الكشي روايتين أخريين يعتبر فيهما أبو بصير المرادي أحد "المخبطين" الأربعة من أعلام الجنة، كما أنه أحد مجدي الحديث من أهل الحديث والمحدثين. أمناء الله الحلال والحرام. وذكر الكشي أيضاً أن بعض الناس أدخلوا أبا بصير المرادي بدلاً من أبي بصير الأسدي في عدد الستة من أصحاب الباقر والصادق. ومن غيره من علماء الإمامية ابن غضائري، وهو يعتبر دين أبي بصير مستهزئاً، فقد ذكر أن مصداقية روايته لا يطعن فيها، وسكت النجاشي عن وصف حاله وتوجهه الديني ونشأته.

## العمل والطلاب
والمصنف الوحيد الذي ذكره أبو بصير المرادي هو كتاب في الفقه. وقد اشتهر هذا الكتاب برواية ابن فضال فتحي عن أبي جميلة مفضل بن صالح. وقد استخدم هذا الكتاب على نطاق محدود من قبل علماء الحديث مثل البرقي في المحاسن، والكليني في كتاب الكافي، وابن بابويه في من لا يحضره الفقيه، والطوسي في التهذيب، والاستبصار. ومن أهم تلامذة أبي بصير المرادي الذي روى عنه أحاديث كثيرة هو أبو جميلة مفضل بن صالح الأسدي، وفي المستوى التالي يمكن أن نذكر عبد الله بن مسكان، وعبد الله بن بكير، وعبد الكريم بن عمرو. خاتمي.

## المكتبة
في القرون الأخيرة، كُتبت عدة مؤلفات عن شخصية أبي بصير الرجالية، وهي: 1. ترجمة أبي بصير (أو ''رسالة عديمات النذير في أحول أبي بشير'' (عربى: رسلة عَدیمَة النَظیر فی أحوال أبي بَصیر) ) وهي رسالة في أبي بصير تمييزاً له عن بعض رواة الأحاديث غير الموثوقين الذين يحملون نفس الاسم.)، لمحمد مهدي الخنصري (ت 1246هـ)، وقد طبع حجرياً مع الجمعة الفقهية سنة 1276م. آه. 2. رسالة في تحقيق حال أبي بصير وتمييزه عن رجال الأحاديث المعتمدين الذين يحملون هذا اللقب.) لمحمد باقر الشافعي (ت 1260هـ)، نُشرت مع مجموعة رسائله الرجالية في 1314هـ؛ 3. ترجمة أبي بصير، لمحمد هاشم الخنصري (ت 1318هـ) 4. ترجمة أبي بصير وإسحاق بن عمار، عن أبي طرب الخنصري (1346هـ)؛ 5. الرسالة المبسرة في أحوال أبي بصير، لمحمد تقي الششتري، صدرت كملحق للمدخل رقم 11 من معجم الرجال؛ 6. أسانيد أبي بصير، لموسى الشبيري الزنجاني.

## الإشارات
1. ↑  Jafri 1979، صفحة 175.
2. ↑  Lalani 2004، صفحة 110.
3. ↑  Kohlberg 2020، صفحة 202.
4. 1 2 3 4 5  Pakatchi 2020.

- Kohlberg، Etan (2020). Ehteshami، Amin (المحرر). In Praise of the Few. Studies in Shiʿi Thought and History. Brill. ISBN:978-90-04-40697-1.
- Pakatchi، Ahmad (2020). "Abu Basir". ابو بصیر / دائرةالمعارف بزرگ اسلامی / مرکز دائرةالمعارف بزرگ اسلامی. مركز دائرة المعارف الإسلامية الكبرى. مؤرشف من الأصل في 2023-04-08. اطلع عليه بتاريخ 2024-01-09.
- Jafri، Syed Husain Mohammad (1979). The Origins and Early Development of Sheea'h Islam. Beirut: Oxford University Press.
- Lalani، Arzina R. (2004). Early Shi'i Thought: The Teachings of Imam Muhammad Al-Baqir. I. B. Tauris. ISBN:978-1850435921.